# Луїс Феліпі ді Азеведу
Луїс Феліпі ді Азеведу (порт. Luiz Felipe de Azevedo, 17 серпня 1953) — бразильський вершник.
Бронзовий призер Олімпійських Ігор 1996 (командний конкур), 2000 (командний конкур) років.